# La ragazza del rodeo
La ragazza del rodeo (Born Reckless) è un film del 1958 diretto da Howard W. Koch.
È una commedia statunitense a sfondo western con Mamie Van Doren e Jeff Richards.

## Trama
Kelly Cobb si esibisce in vari rodeo, è sua intenzione raccogliere abbastanza soldi per comprare un terreno dove costruire il suo ranch. Incontra la bella Jackie Adams, una cantante di saloon e la salva da un ammiratore troppo invadente. La ragazza si innamora ma Kelly è troppo preso dal suo progetto per accorgersene.

## Produzione
Il film, diretto da Howard W. Koch su una sceneggiatura di Richard H. Landau e un soggetto dello stesso Landau e di Aubrey Schenck, fu prodotto da Schenck tramite la Aubrey Schenck Productions.

## Distribuzione
Il film fu distribuito negli Stati Uniti nel novembre 1958 dalla Warner Bros.
Altre distribuzioni del film sono state:
- in Svezia il 26 ottobre 1959 (Född vild och galen)
- in Finlandia il 13 novembre 1959 (Lännen rytmejä)
- in Italia (La ragazza del rodeo)
- in Venezuela (La chica del rodeo)

## Promozione
Le tagline erano:
- And Mamie Rocks 'Em With 7 Red-Hot Reckless Tunes!
- She's Every Big-Time Rodeo Prize Rolled Into One...pair of tight pants!
- And Mamie Rocks 'Em With 7 Red-Hot Reckless Tunes! She's the Wickedest Event on the Big-Time Big-Thrill Rodeo Circuit! And Mamie Rocks 'Em With 7 Red-Hot Reckless Tunes! Watch those bronc-busters try to tame Mamie!